# Pehr Swartz

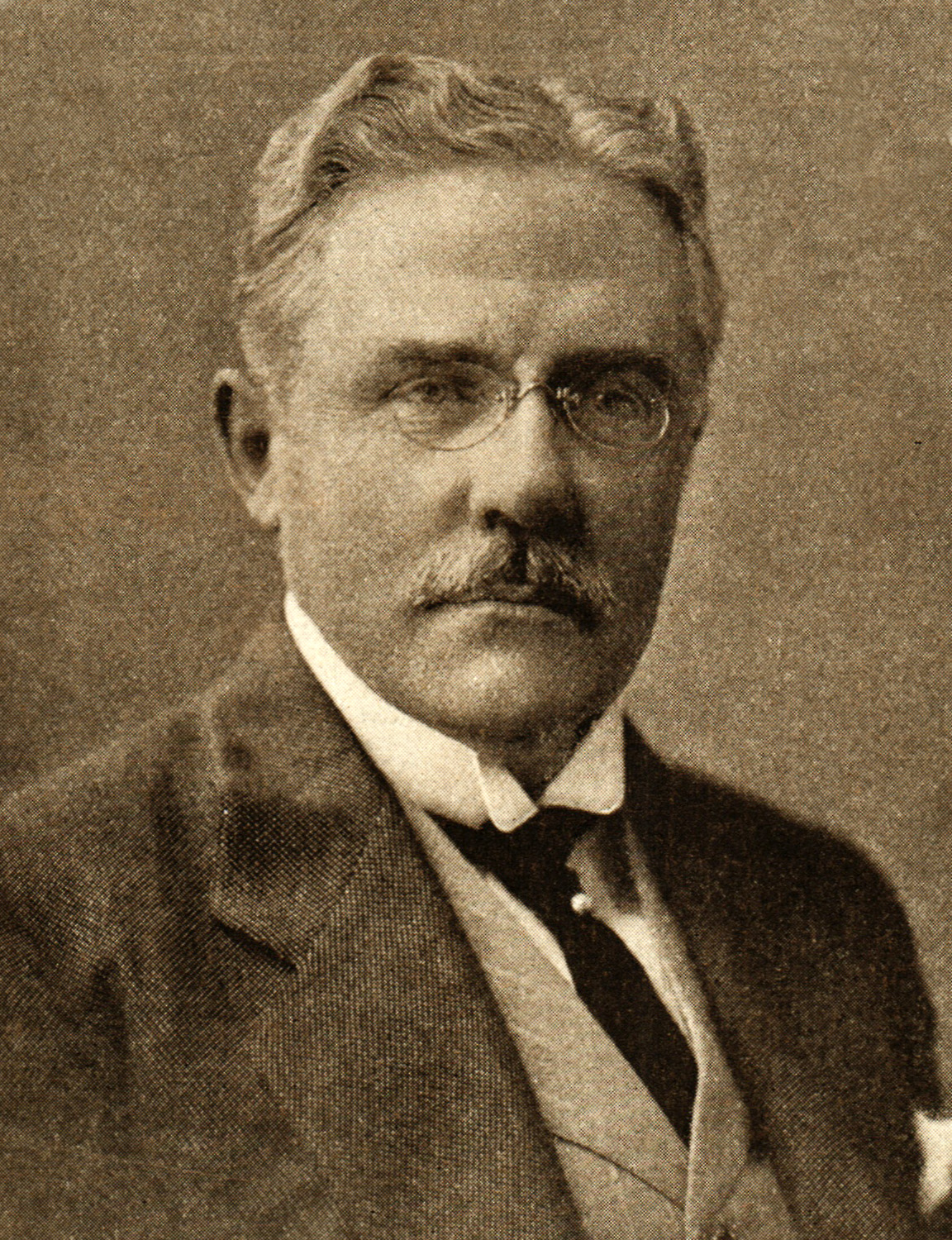
Pehr Swartz på omslaget av Hvar 8 Dag 1915.

Pehr Johan Jakob Swartz, född den 21 oktober 1860 i Norrköping, död den 5 juni 1939 i Dagsbergs socken, var en svensk kvarnägare, donator och lokalpolitiker i Norrköping. 

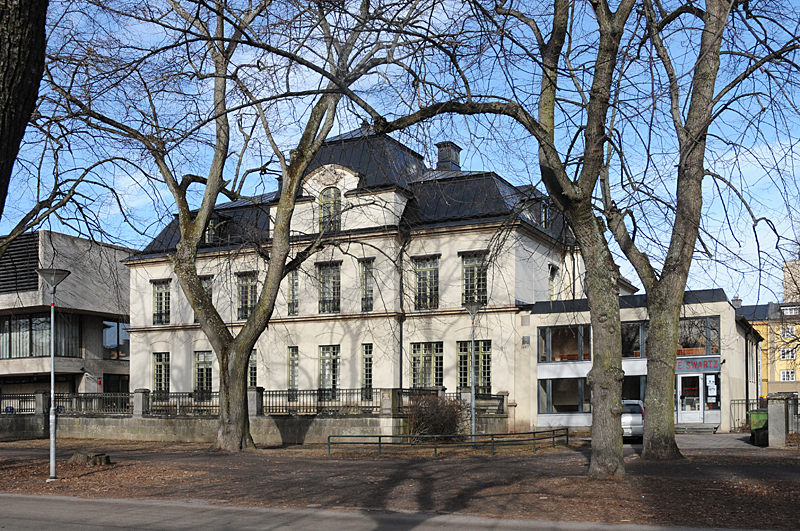
Villa Swartz i Norrköping

Swartz anlade i början av 1900-talet Djurö Kvarn på Djurön. Han donerade en stor samling konstföremål, som lade grunden till Norrköpings Konstmuseum, ursprungligen inrymt i Villa Swartz, som donerades av brodern, tobaksfabrikören och statsministern Carl Swartz.
Han var en tidig ledamot av Svenska stadsförbundets styrelse, och en betydande bidragsgivare inför starten av Stadshistoriska institutet.
Carl Eldh modellerade hans huvud. Bysten finns i Carl Eldhs ateljémuseum i Stockholm. 
Pehr Swartz är begravd på Matteus kyrkogård i Norrköping.